# Ferdinando Piro
Ferdinando Piro (Napoli, 12 giugno 1977) è un calciatore italiano, di ruolo attaccante.

## Carriera
Esordisce in Serie A con la maglia del Parma nel campionato 1995-1996, disputando complessivamente 6 presenze e realizzando una rete. Prosegue la carriera nelle serie inferiori, in Serie C1 e Serie C2, prima di scendere tra i dilettanti con le maglie di Fidenza, Castellana, Meletolese, BettolaPonte, Fiore, Montecavolo, Luzzara, Colorno e Viadana. Attualmente milita nel Mezzani, squadra militante il campionato seconda categoria, girone E.

## Palmarès

### Club

#### Competizioni nazionali
- Serie C2: 1

Nocerina: 1994-1995
- Campionato Nazionale Dilettanti: 1

Moncalieri: 1999-2000